# Hymna Ostrova Man
Hymna Ostrova Man, jejíž manský název Arrane Ashoonagh dy Vannin znamená Národní manská hymna, byla zkomponována Williamem Henry Gillem a teprve později Johnem Kneenen přeložena do manštiny. Anglický název hymny zní O Land of Our Birth (česky O zemi našeho narození).

## Historie
Tynwaldem, parlamentem Ostrova Man, založeným v roce 979, byla hymna oficiálně uznána teprve roku 2002.

## Text
První sloka hymny v manštině:
O Halloo nyn ghooie,
O' Ch'liegeen ny s'bwaaie
Ry gheddyn er ooir aalin Yee,
Ta dt' Ardstoyl Reill Thie
Myr Barrool er ny hoie
Dy reayl shin ayns seyrsnys as shee.
Anglická verze:
O land of our birth,
O gem of God's earth,
O Island so strong and so fair;
Built firm as Barrule,
Thy Throne of Home Rule
Makes us free as thy sweet mountain air.